# مات هاردينغ
مات هاردينغ (بالإنجليزية: Matt Harding)‏ هو موسيقي بريطاني، ولد في 1975.

## وصلات خارجية
- الموقع الرسمي
- مات هاردينغ على موقع IMDb (الإنجليزية)
- مات هاردينغ على موقع ميوزك برينز (الإنجليزية)
- مات هاردينغ على موقع ديسكوغز (الإنجليزية)